# Szabó Ádám (zenész)
Szabó Ádám (Budapest, 1992. június 12. –) zenész, énekes, harmonikás, a 2011-es Csillag születik második helyezettje, a 2013-as X-Faktor ötödik helyezettje, az Eurovíziós Dalfesztiválok magyarországi előválogatóinak résztvevője 2013-ban, 2015-ben és 2017-ben, valamint a  Sztárban sztár hetedik évadának a nyertese.

## Élete
Szülei Lezák Mária és Szabó István. Van egy öccse, Gergő; és egy húga, Brigitta. Érden él, itt nőtt fel. 5 évesen kezdett el harmonikázással foglalkozni. Több hazai, illetve nemzetközi zenei versenyen is részt vett. 2011-ben részt vett az RTL Csillag születik című tehetségkutató műsorában, ahol a második helyig jutott el. Ezt követően elvégezte a középiskolát, majd utána a Liszt Ferenc Zeneakadémián folytatta tanulmányait. 
A Dal 2013 eurovíziós nemzeti dalválasztó show elődöntőjébe jutott a Hadd legyen más című dalával. 2013-ban énekesként is kipróbálta magát az X-Faktor című műsorban, ahol az ötödik helyig jutott. 2014 márciusában megjelent a Nem kell többé félj című dala.
2015-ben bekerült a Eurovíziós Dalfesztivál magyarországi előválogatójába, ezúttal Give Me Your Love című dalával. 2017-ben ismét bekerült A Dal eurovíziós nemzeti dalválasztó show elődöntőjébe a Together című dalával.
2015-ben Katona Tamással megalapították a Yesyes formációt. 2018-ban bekerültek a A Dal eurovíziós nemzeti dalválasztó show-ba az I Let You Run Away dalukkal, egy évvel később pedig az Incomplete-tel.
2018-ban szerepelt a TV2 A nagy duett műsorában. Partnere Keveházi Krisztina volt. 2020-ban a Sztárban sztár nyertese.
A Spirit Színház 2013-as Molière: A mizantróp előadásán Clitandre szerepét játszotta az Átrium Film Színházban.

## Diszkográfia

### Slágerlistás dalai
| Év                  | Dal                 | Legmagasabb helyezés | Legmagasabb helyezés | Legmagasabb helyezés   | Legmagasabb helyezés | Legmagasabb helyezés | Legmagasabb helyezés         | Legmagasabb helyezés | Album |
| Év                  | Dal                 | VIVA Chart           | Class 40             | Mahasz Editors’ Choice | Mahasz Rádiós Top 40 | Mahasz Dance Top 40  | MAHASZ Single (track) Top 10 | EURO 200             | Album |
| ------------------- | ------------------- | -------------------- | -------------------- | ---------------------- | -------------------- | -------------------- | ---------------------------- | -------------------- | ----- |
| 2013                | Hadd legyen más     |                      |                      |                        |                      |                      |                              |                      |       |
| 2014                | Nem kell többé félj |                      |                      |                        |                      |                      |                              |                      |       |
| 2015                | Give Me Your Love   |                      |                      |                        |                      |                      |                              |                      |       |
| 2017                | Together            |                      |                      |                        |                      |                      |                              |                      |       |
|                     |                     | Összesítés           |                      |                        |                      |                      |                              |                      |       |
| 1. helyezett számok |                     |                      |                      |                        |                      |                      |                              |                      |       |
| Top 10-be bekerült  |                     |                      |                      |                        |                      |                      |                              |                      |       |
| Top 40-be bekerült  |                     |                      |                      |                        |                      |                      |                              |                      |       |